# Franz Joachim Beich

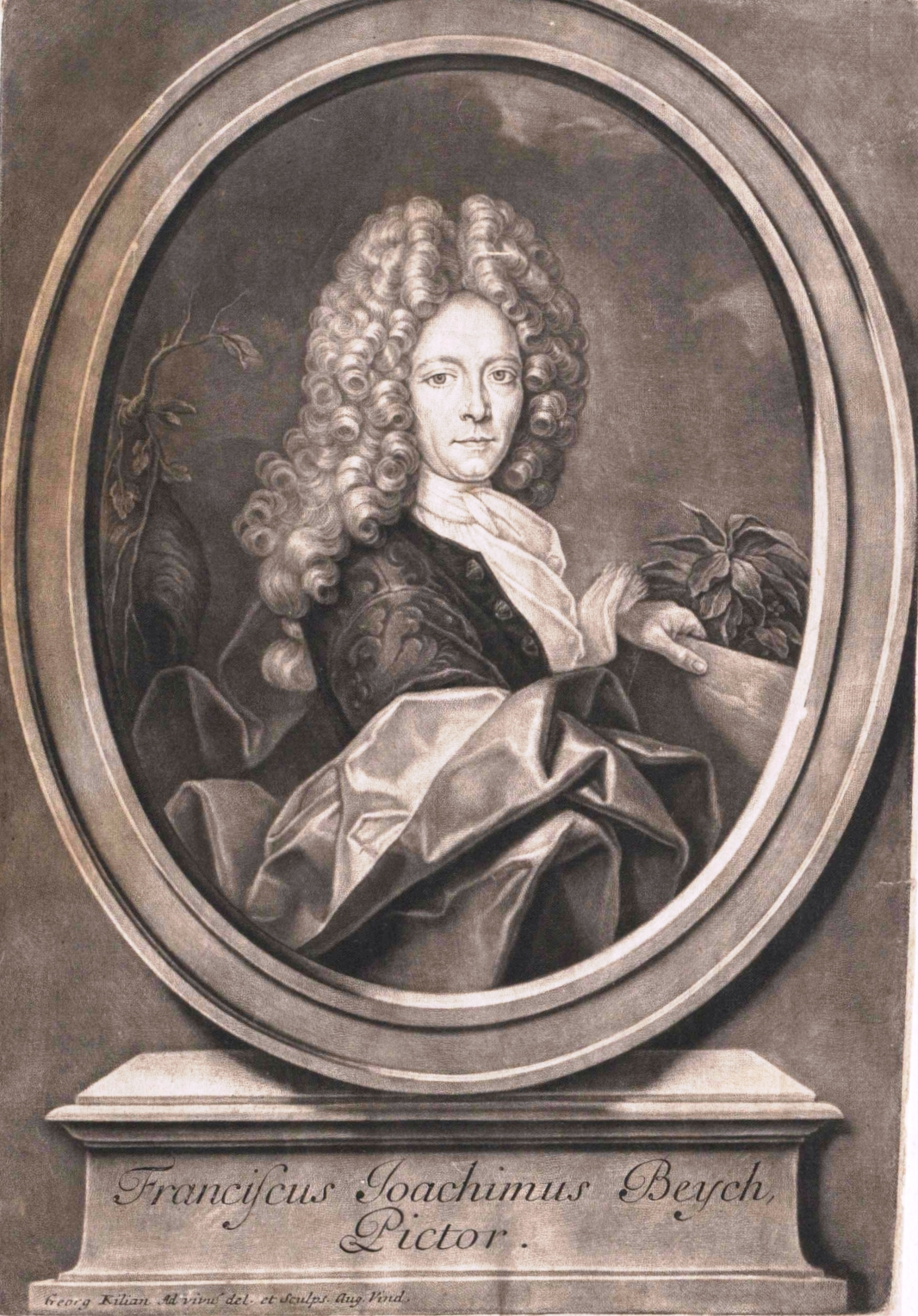
Franciscus Joachimus Beych, Stich von Georg Kilian

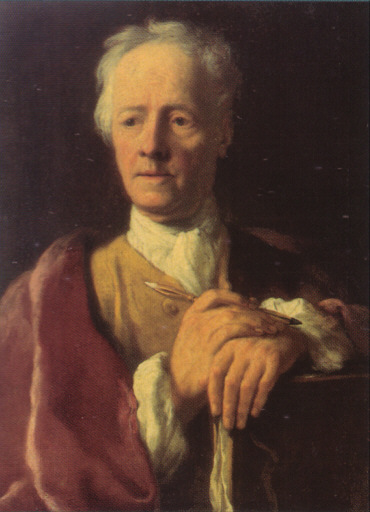
Georges Desmarées: Franz Joachim Beich, 1744

Franz Joachim Beich (〰 15. Oktober 1665 in Ravensburg; † 16. Oktober 1748 in München) war ein deutscher Maler.

## Leben und Werk
Beich stammt aus einer Münchner Handwerkerfamilie. Sein Vater Daniel Beich wurde 1662 Bürger der Freien Reichsstadt Ravensburg und war dort als Maler und Kartograf tätig. 1665 wurde sein Sohn Franz Joachim geboren. Ab 1670 vermehrt als Kartograf für den bayerischen Hof tätig, zog Daniel Beich 1674 mit der Familie nach München. Franz Joachim erhielt in München wahrscheinlich vom Vater oder auch von einem Verwandten namens Wilhelm Beich eine Ausbildung zum Landschaftsmaler.
Schon die ersten Gemälde Beichs (das erst bekannte Bild ist eine Abendliche Gebirgslandschaft aus dem Jahr 1694) weisen einen internationalen, an niederländischen und italienischen Vorbildern angelehnten Stil auf, der anscheinend den Geschmack des bayerischen Kurfürsten Maximilian II. Emanuel genau traf. Als Max Emanuel sein glänzendes Barockschloss, das Neue Schloss in Schleißheim errichten ließ, erhielt Beich den wichtigsten Auftrag für die Ausstattung mit Gemälden: der als Türkenbezwinger bekannt gewordene Kurfürst ließ ihn repräsentative Gemälde seiner Schlachten in Ungarn malen. 1703–1704 entstanden so zwei Monumentalgemälde, die fest in den Großen Saal des Schlosses eingebaut wurden. Mit einer Größe von je 5,10 × 9,69 m Größe und einem Gewicht von jeweils etwa 1,5 t sind Der Entsatz von Wien 1683 und Die Schlacht bei Mohács 1687 die größten Leinwandgemälde in bayerischem Staatsbesitz (und vermutlich bis heute die größten in Deutschland, die nicht als Rundgemälde konzipiert wurden). 1704 wurde ihm vom Kurfürsten der prestigeträchtige Titel kurfürstlicher Kammerdiener und Hofmaler verliehen.
In den Wirren des Spanischen Erbfolgekriegs wurde der Hofstaat jedoch aufgelöst, und Beich hoffte auf neue Kunden in Italien, wo er sich von 1704-1714 aufhielt. In Rom und Neapel lernte er zahlreiche bekannte Künstler kennen und konnte auch viele malerische Motive sammeln. In Neapel scheint er unter den niederländischen und deutschen Landschaftsmalern seiner Zeit ohne Konkurrenz gewesen zu sein, wie von Bernardo De Dominici überlieferte begeisterte Kommentare von Francesco Solimena und anderen nahelegen. Auf dem Weg zurück nach Deutschland machte er noch länger in Livorno halt.

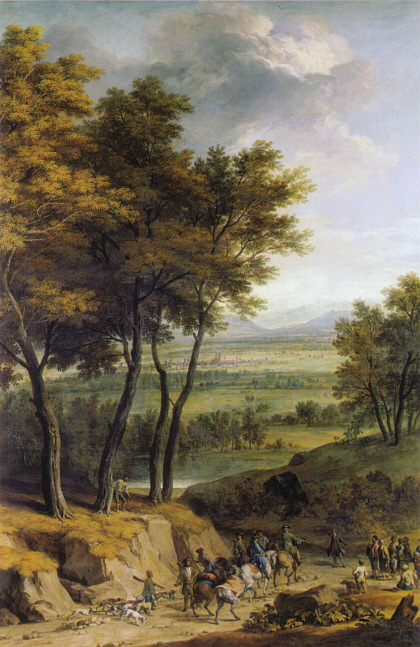
F. J. Beich: Landschaft mit Sicht auf München und heimkehrender Jagdgesellschaft

Um 1714 kehrte er nach Deutschland zurück, wo er sich nach der Rückkehr Max Emanuels neue Aufträge erhoffen konnte. Am 26. Januar 1715 heiratete Beich in München Anna Elisabeth Schmidtin aus Bruck (Oberbayern). Der Kurfürst griff wieder auf seinen Hofmaler Beich zurück, als er repräsentative Gemälde für seine Schlösser benötigte. In der Folge malte Beich von 1718-1722/23 die Nymphenburger Ansichten der kurfürstlichen Lustschlösser für Schloss Nymphenburg und von 1720-1725 zehn weitere Schlachtengemälde für Schloss Schleißheim, die im dortigen Viktoriensaal zu sehen sind. Der Detailreichtum der Gemälde und die Gewissenhaftigkeit Beichs, der sogar die Schauplätze der Schlachten besuchte, machen die Gemälde zur wertvollen Quelle für die Heereskunde. Nachdem Beich vom chronisch finanzschwachen Hof nur unregelmäßig bezahlt worden war, beendete der Tod Max Emanuels 1726 auch seine Karriere als Hofmaler, da der nachfolgende Kurfürst rigorose Sparmaßnahmen anordnete.
Im Folgenden malte Beich vor allem Landschaften, teilweise mit biblischen Figuren, für adlige oder bürgerliche Auftraggeber sowie für einige bayerische Klöster. Bis etwa 1730 entstand auch ein Zyklus von 14  Ansichten bayerischer Marien-Wallfahrtsorte für den 1710 erbauten Bürgersaal der Marianischen Kongregation in München. 13 der 14 Ansichten malte Beich.
Schüler in München scheint Beich nicht gehabt zu haben. Seine heimatlichen Landschaften übten jedoch Einfluss auf die Münchner Landschaftsmalerei um 1800 aus. Zu den Freunden Beichs zählten die Maler Cosmas Damian Asam und Georges Desmarées. Gegen Ende seines Lebens ließen Beichs Hörkraft und Sehkraft immer mehr nach. 1748 starb er nach einem beschaulichen Lebensabend in München.